# Cadima
Cadima is een plaats (freguesia) in de Portugese gemeente Cantanhede en telt 3 217 inwoners (2001).